# Musculus pterygoideus lateralis
Der Musculus pterygoideus lateralis (lateinisch für  seitlicher oder äußerer Flügelmuskel) ist einer der vier Kaumuskeln.

## Funktion
Der M. pterygoideus lateralis nimmt unter den Kaumuskeln eine Sonderstellung ein, da er nicht dem Kieferschluss dient, sondern einerseits den Mund öffnet und andererseits den Unterkiefer nach vorn zieht. Auf diese Weise trägt er zum Zermahlen der Nahrung bei. Das Zurückziehen übernimmt bei diesem Vorgang der hintere Anteil des Musculus temporalis.

## Weitere Kaumuskeln
- Musculus pterygoideus medialis
- Musculus masseter
- Musculus temporalis